# Systole besaparica
Systole besaparica is een vliesvleugelig insect uit de familie Eurytomidae. De wetenschappelijke naam is voor het eerst geldig gepubliceerd in 2002 door Stojanova.